# Hotel Royal Victoria
Il Royal Victoria Hotel è un albergo storico di Pisa realizzato negli anni 1837-1839 in un antico edificio, il Palazzo Aulla, di origini alto medievali. È situato in Lungarno Pacinotti 12 (allora chiamato Lungarno Regio, oppure di Tramontana). Fin dalle origini è stato gestito dalla famiglia Piegaja (o Piegaia) giunta alla sesta generazione. Fa parte dei Locali storici d'Italia.

## Storia

### Pasquale Piegaja
Le trasformazioni edilizie che portarono alla realizzazione di un edificio moderno a uso alberghiero avvennero a partire dal 1837 a opera di un imprenditore lucchese, Pasquale Piegaja (20 aprile 1794-20 novembre 1874), che aveva già maturato un'esperienza nel settore con la gestione dell'Hotel Croce di Malta a La Spezia e a Genova; la sua avventura pisana iniziò con la gestione dell'Antico Albergo Reale dell'Ussero insieme a un socio, il banchiere Fernando Peverada.
Intuendo il potenziale turistico della città di Pisa, scelta spesso come meta dei Grand Tour da giovani aristocratici, e potendo contare su ragguardevoli disponibilità economiche, Piegaja affittò (e più tardi acquistò) Palazzo Aulla e lo trasformò in struttura recettiva col nome di Albergo Reale della Vittoria di Pasquale Piegaja. Avendo studiato a Londra, dove si era laureato in legge, realizzò un raffinato grand hotel moderno, composto da accoglienti appartamenti, abbelliti da affreschi e trompe-l'œil, provvisti anche di servizi igienici (un lusso per l'epoca), organizzati e arredati secondo uno spiccato gusto anglosassone. Gli ambienti vennero arricchiti con mobilio realizzato da artigiani lucchesi (ospitati in alloggi acquistati da Piegaja) e con affreschi affidati a pittori locali.
I lavori durarono circa due anni e l'inaugurazione avvenne il 1º ottobre 1839, in occasione del 1º Congresso degli Scienziati Italiani, i cui rappresentanti furono i primi clienti dell'hotel.
Per garantire pasti di qualità alla propria cosmopolita clientela, Pasquale Piegaja acquistò poderi e fattorie nelle campagne limitrofe al fine di produrre direttamente carni e verdure proposte dal menù..
Tra il 1837 e il 1842 acquistò altri edifici limitrofi: alcune case torri adiacenti, Casa Corsi, Palazzo Gasperini, Casa Michelazzi, Palazzo Foscarini e l'Hotel Peverada, prima chiamato delle Tre Donzelle, oggi sede del Monte dei Paschi di Siena. Tali proprietà venivano affittate a turisti benestanti che, per motivi di salute o di svago, sceglievano di svernare sotto il sole pisano. Alcune di loro tuttora appartengono agli eredi Piegaia.

#### Origine del nome
Nel 1837 nel Regno Unito di Gran Bretagna e Irlanda avvenne un fatto importante che caratterizzò un'epoca, la cosiddetta Età vittoriana: il 20 giugno ascese al trono la giovane principessa Alexandrina Vittoria, il cui regno fu uno dei più prosperosi dell'Inghilterra. L'evento ebbe una risonanza mondiale e Pasquale Piegaja, già anglofilo per formazione, decise di cambiare il nome dell'albergo in The Royal Victoria Hotel al fine di attirare maggiormente clientela anglosassone.

### La reputazione internazionale
Verso la seconda metà dell'Ottocento l'albergo godeva di una solida reputazione internazionale, come descritto nelle guide in inglese. Particolare risalto veniva dato nelle descrizioni e negli annunci alla presenza di uno sportello bancario interno.
(Vade-mecum: A Practical and Easy Method of Speaking and Learning Italian (1879))
(A Handbook for Travellers in Lower and Upper Egypt (1880))

### Domenico Piegaja

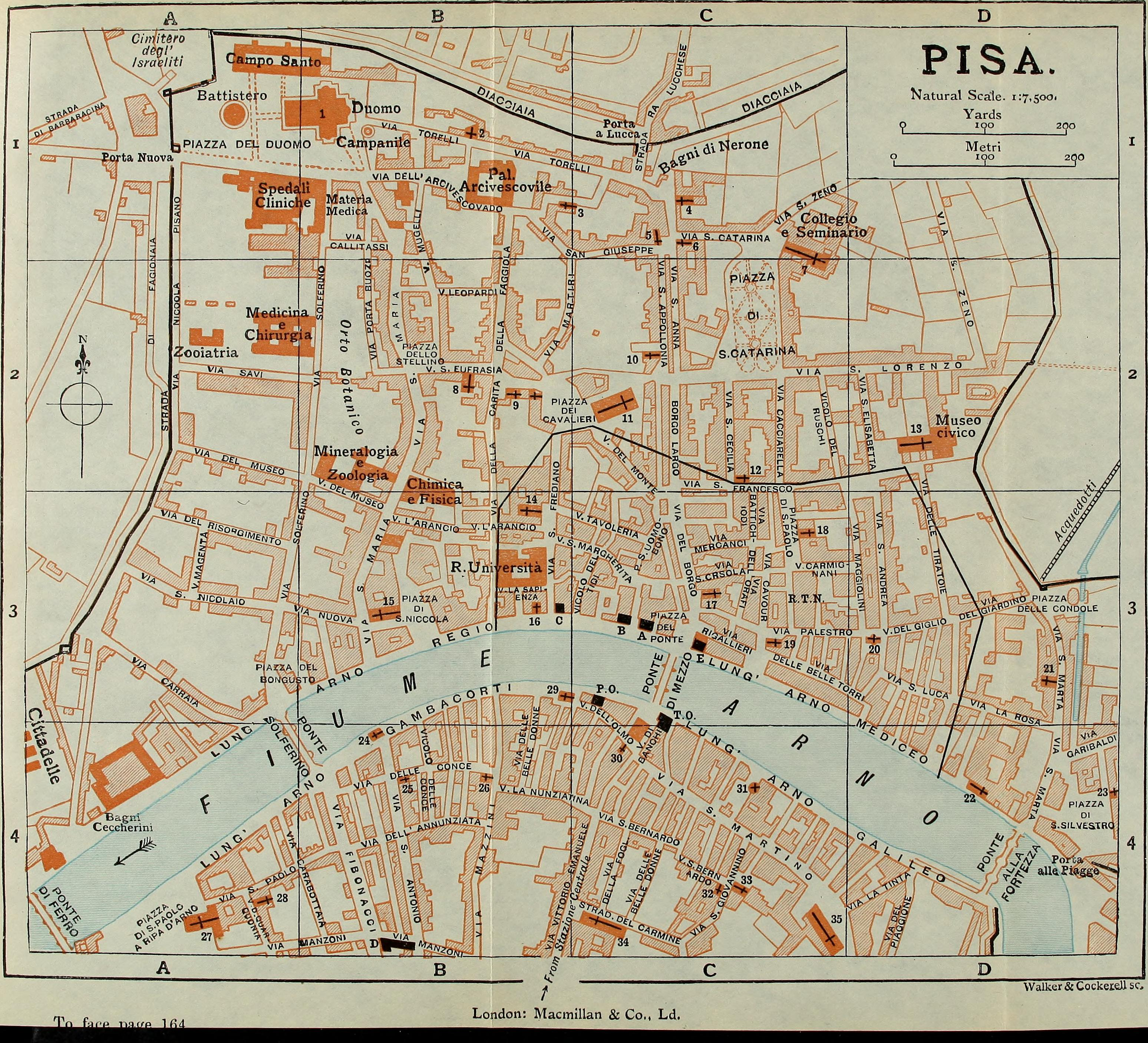
In questa mappa del 1911 l'hotel sul Lungarno Regio è indicato con la lettera "B" accanto al Grand Hotel (oggi Palazzo del Monte dei Paschi) indicato con la lettera "A". La torre del Lungarno Pacinotti non risulta ancora inglobata nella struttura.

Alla morte di Pasquale, sposato ma senza figli, la gestione dell'albergo passò al nipote Domenico Piegaja, figlio del fratello. Avendo studiato architettura, Domenico introdusse innovative e lussuose modifiche strutturali tra il 1896 e il 1904, aumentando il comfort ma salvaguardando l'antico stile. Il Royal Victoria Hotel fu il primo palazzo di Pisa ad avere: un impianto idraulico che erogava acqua corrente in ogni suite; un impianto per il riscaldamento centralizzato con produzione di acqua calda; il telefono (l'apparecchio originale è ancora conservato al primo piano); un ampio ascensore paragonabile a un salotto per dimensioni e arredi, dotato di specchi, mensole, sedili imbottiti ribaltabili e una statua centrale, realizzato dalla ditta milanese Stigler-Otis. Tali interventi resero necessaria la sostituzione della pavimentazione in cotto con una pavimentazione in cemento decorato. Su disegno di Domenico Piegaja, decorazioni liberty apparvero sulle pareti, sui soffitti e su alcune vetrate. Suo il progetto degli scaloni principali in pietra serena con bordi smaltati in bianco, in stile “inglese”, e suo il progetto di incorporare al prospetto di facciata una delle antiche torri già inglobate.

#### L'antica torre
L'antica torre posta sul fianco sinistro dell'edificio, già acquistata e inglobata nell'immobile da Pasquale Piegaja insieme ad altre case torri, nel 1912 venne uniformata al prospetto di facciata sul Lungarno. Ne conseguì l'apertura di una sesta fila di finestre sulla sinistra in sostituzione della torre. In essa le stanze sono ancora pavimentate in legno e caratterizzate in chiave neo-gotica da decorazioni parietali a vaio, con finti tendaggi e stemmi.

### Nel XX secolo
Importanti ammodernamenti vennero compiuti alla fine degli anni trenta su progetto di Federigo Severini: vennero modificate in chiave moderna le aperture tra i locali al piano terreno, la sala da pranzo al primo piano e alcuni fondi commerciali furono acquisiti in favore della hall. Ulteriori interventi furono attuati negli anni cinquanta; la ristrutturazione post-bellica comportò la ricostruzione di un'intera ala dell'albergo, minata dalle truppe tedesche, ala non più parte dell'Hotel a partire dal 2009. Anche l'alluvione del 1966 comportò gravi danni nelle sale al piano terra.
Durante la seconda guerra mondiale il Victoria Hotel fu requisito come alloggio della Luftwaffe e poi per i sottufficiali della 5ª Armata Alleata.
Nei primi anni novanta la quinta generazione della famiglia Piegaja  divenne proprietaria dell'immobile e gestrice dell'attività alberghiera.

### Galleria storica

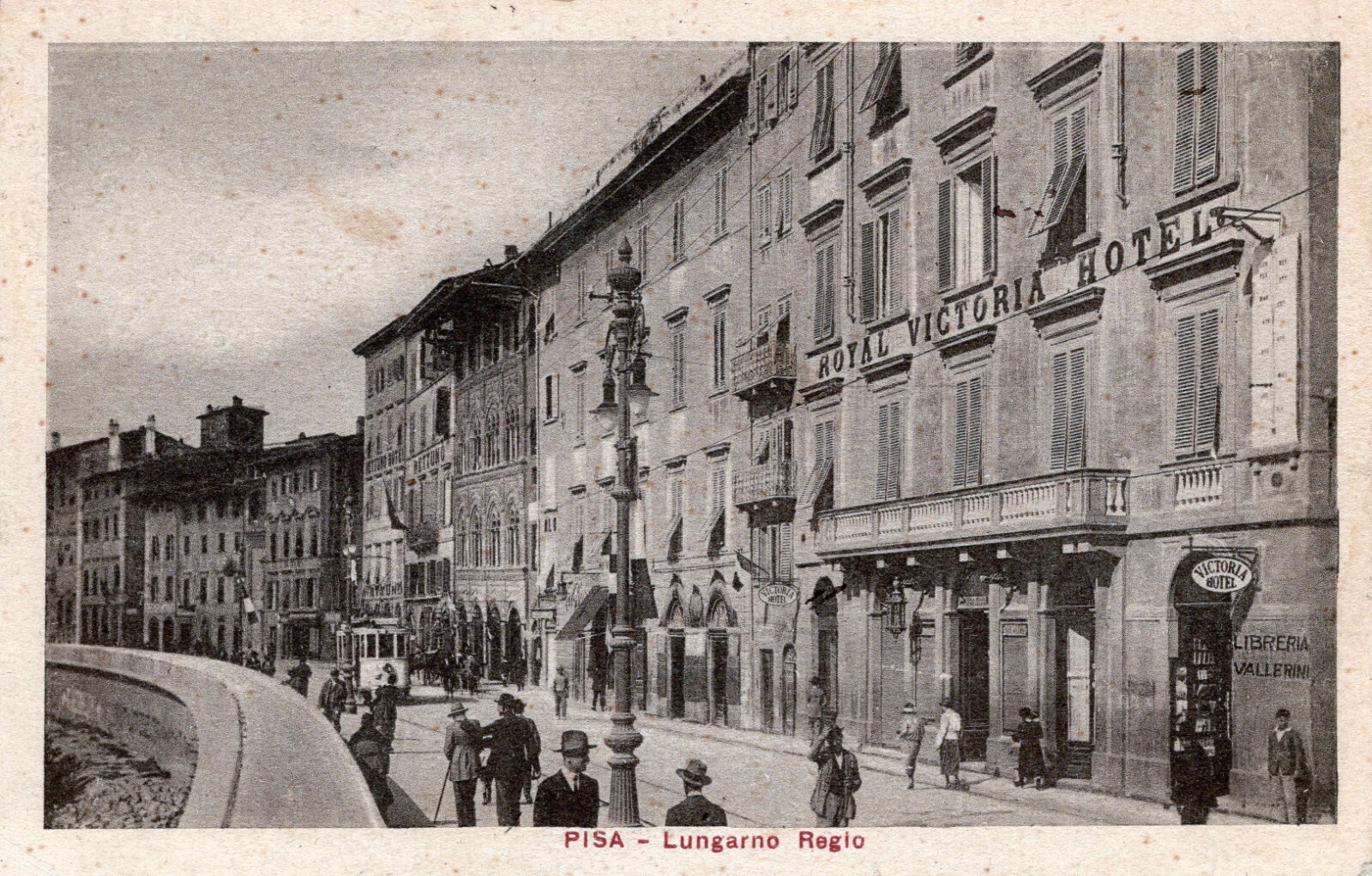
L'hotel a inizio XX secolo
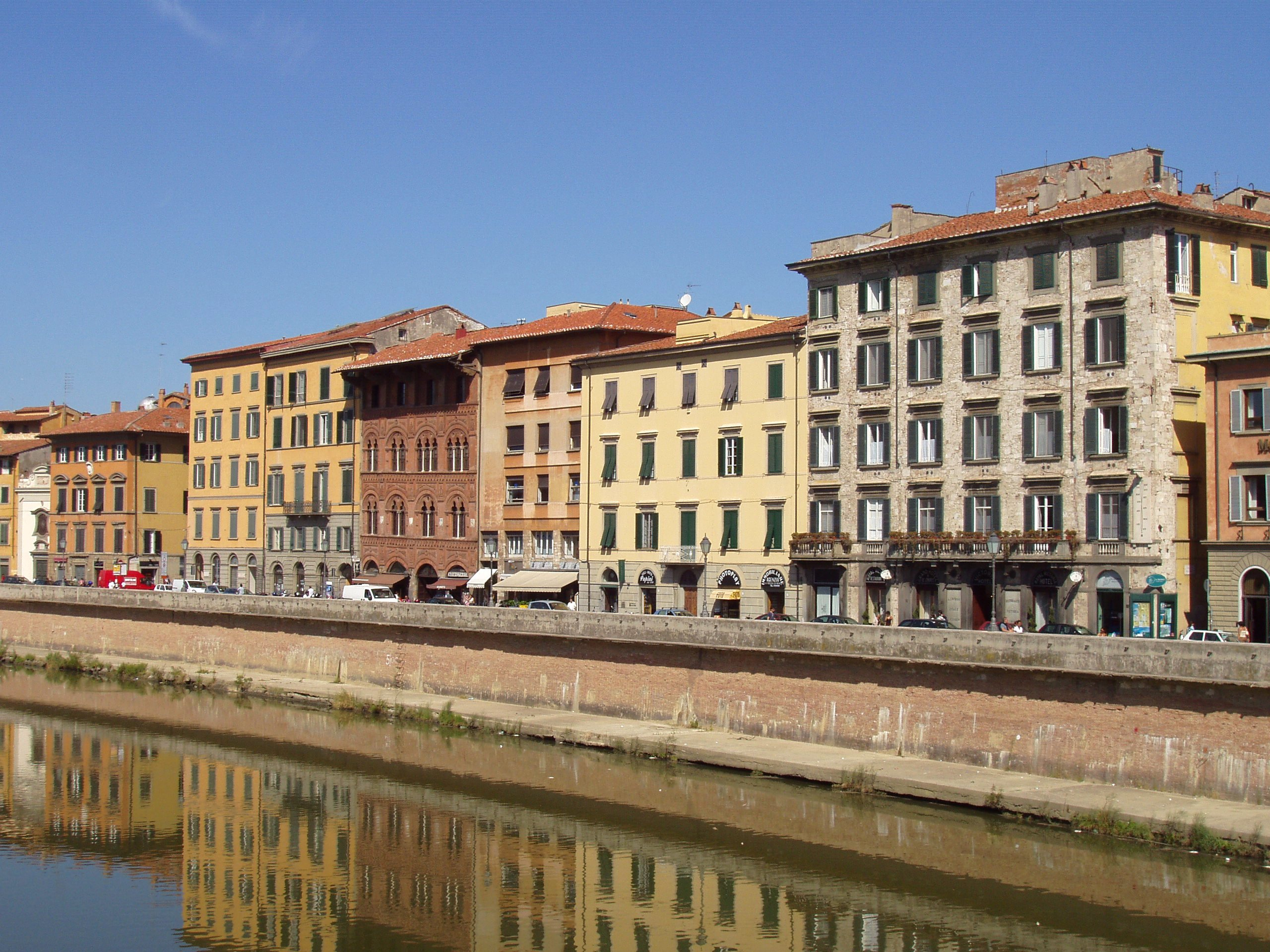
La facciata sul lungarno prima del restauro, nel 2006
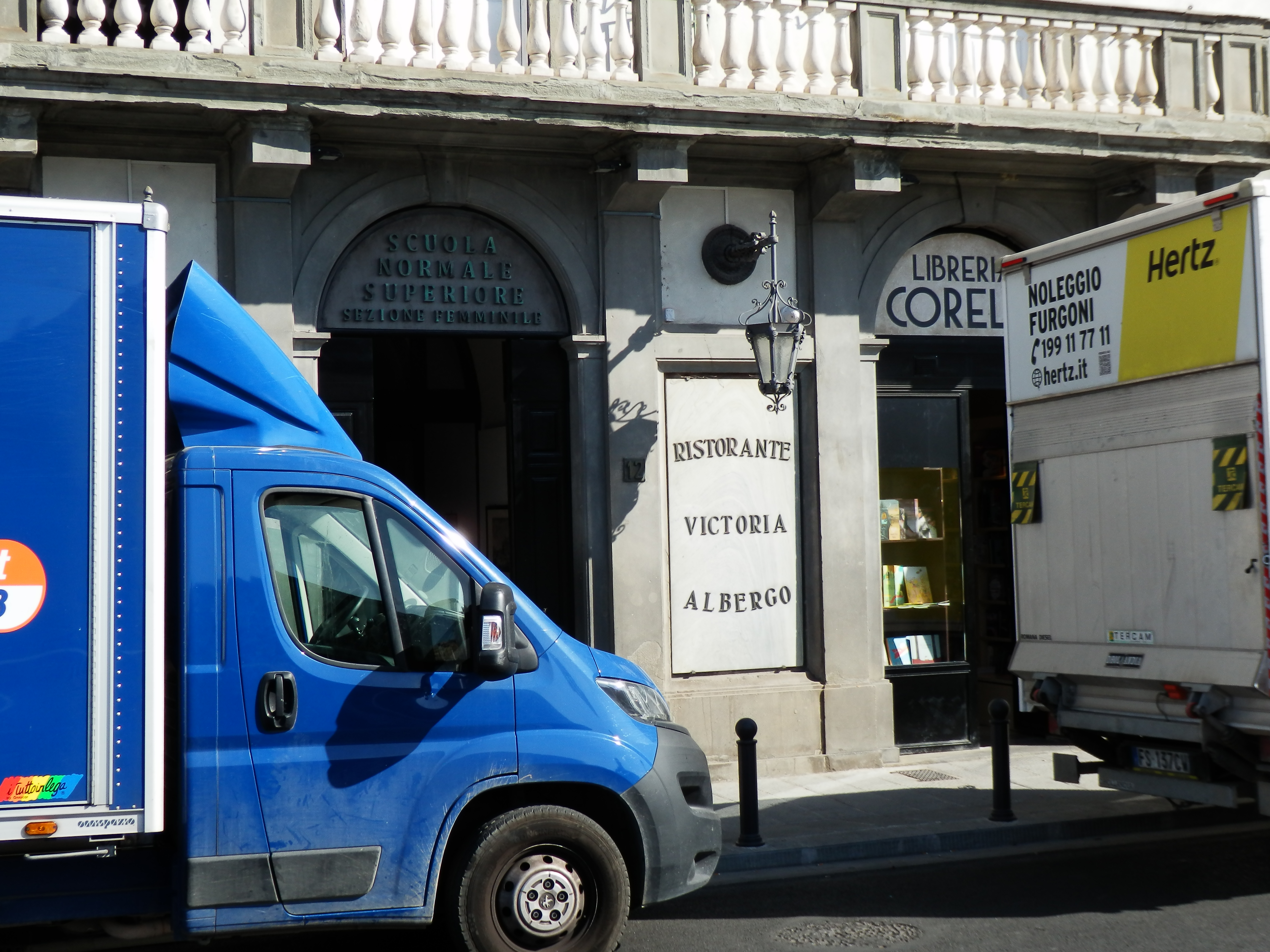
L'hotel usato come set della serie TV "L'Amica Geniale" nel 2019, si noti l'insegna cambiata

## Descrizione

### L'immobile
Nonostante i periodici interventi, l'insieme dell'immobile conserva tuttora un carattere ottocentesco.
Occupa l'area compresa tra il lungarno Pacinotti, a sud, e la piazza del Mercato, a nord. Il vicolo Del Vigna sulla destra, lo separa dal palazzo del Monte dei Paschi di Siena. Il fabbricato si presenta come un blocco parallelepipedo elevato su cinque piani fuori terra; in facciata al pian terreno una serie di ingressi ad arco immettono alla hall e conservano gli infissi e le lunette con le scritte originali; il primo piano è caratterizzato da un lungo terrazzo a pilastrini e colonnine; ai quattro piani superiori le finestre sono incorniciate e sormontate da una cornice di coronamento.
Tra il 2007 ed il 2009 la facciata è rimasta priva del paramento ad intonaco, demolito in seguito al progressivo degrado degli anni. Il distacco dell'intonaco non ha mostrato presenze significative di murature preesistenti. L'intonacatura è stata ripristinata con tinteggiatura uguale a quella di metà Ottocento.

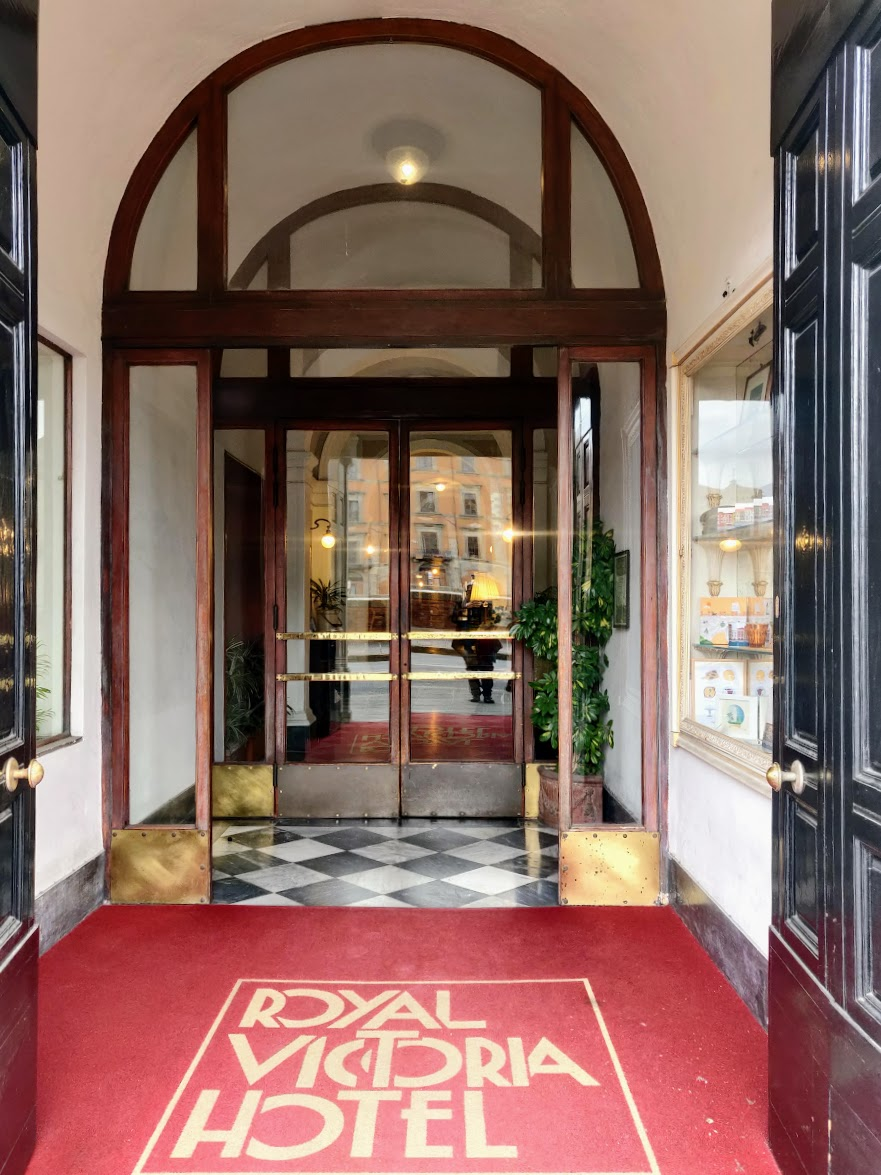
Ingresso
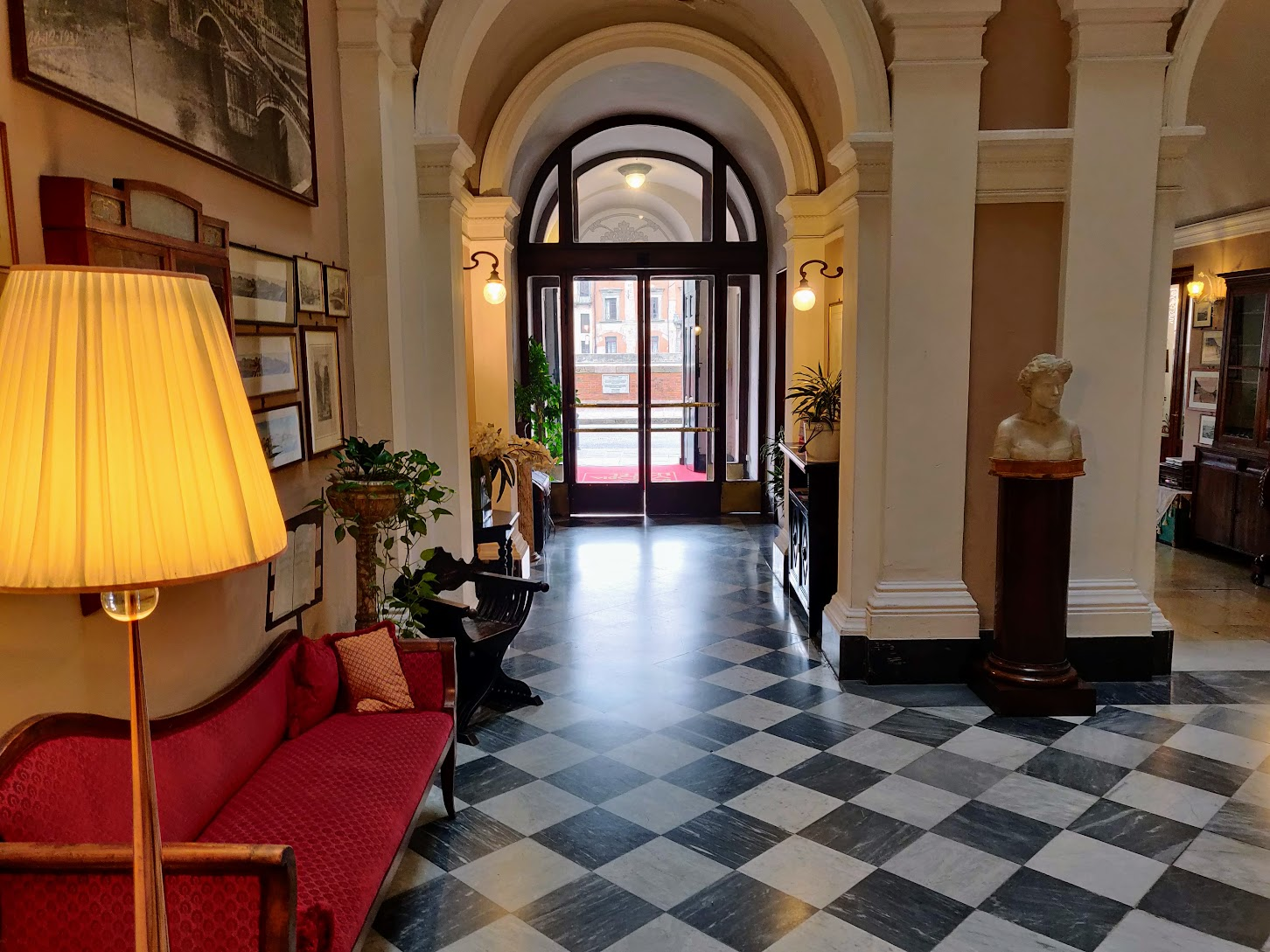
La hall
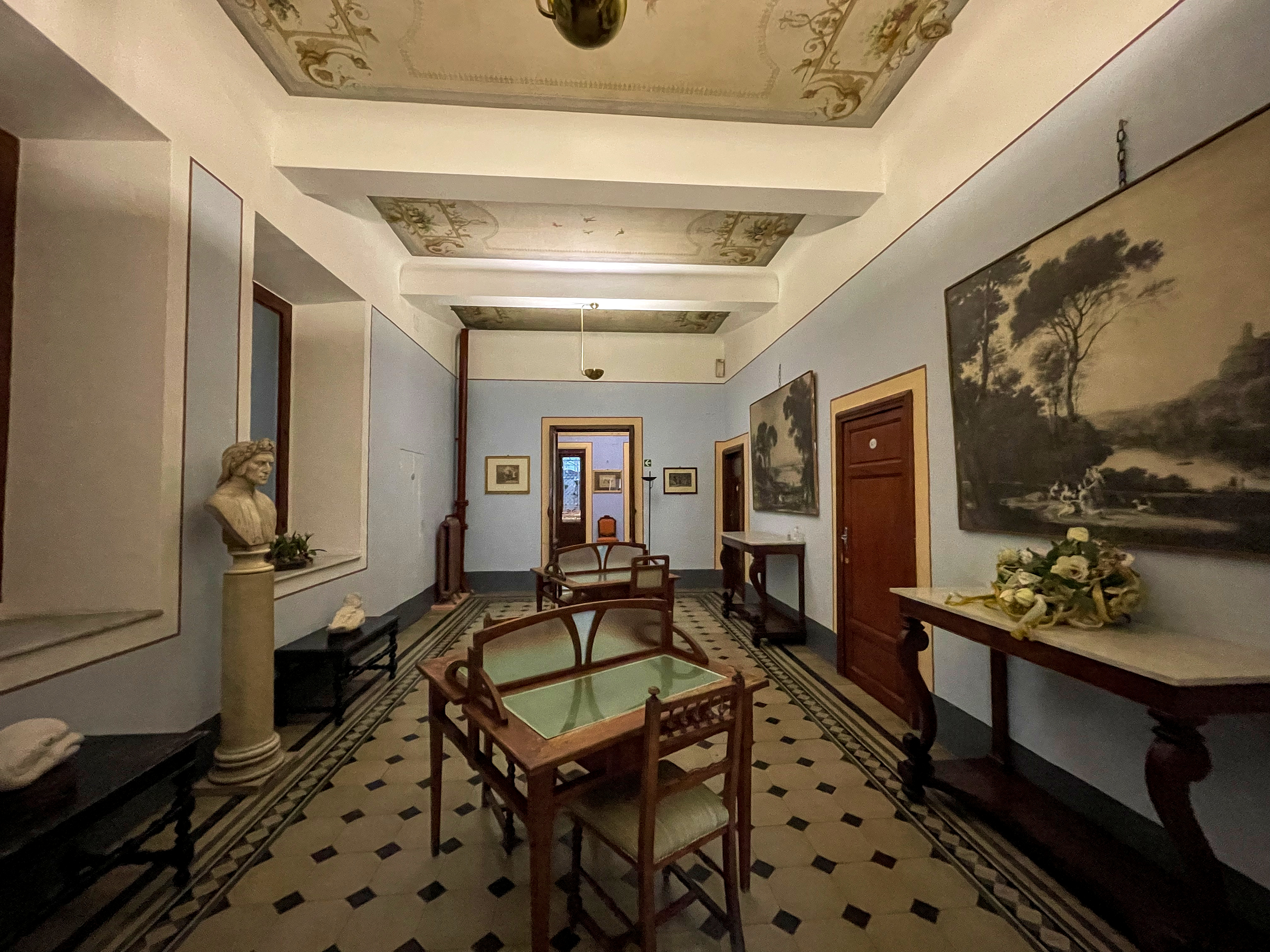
Interni (primo piano)
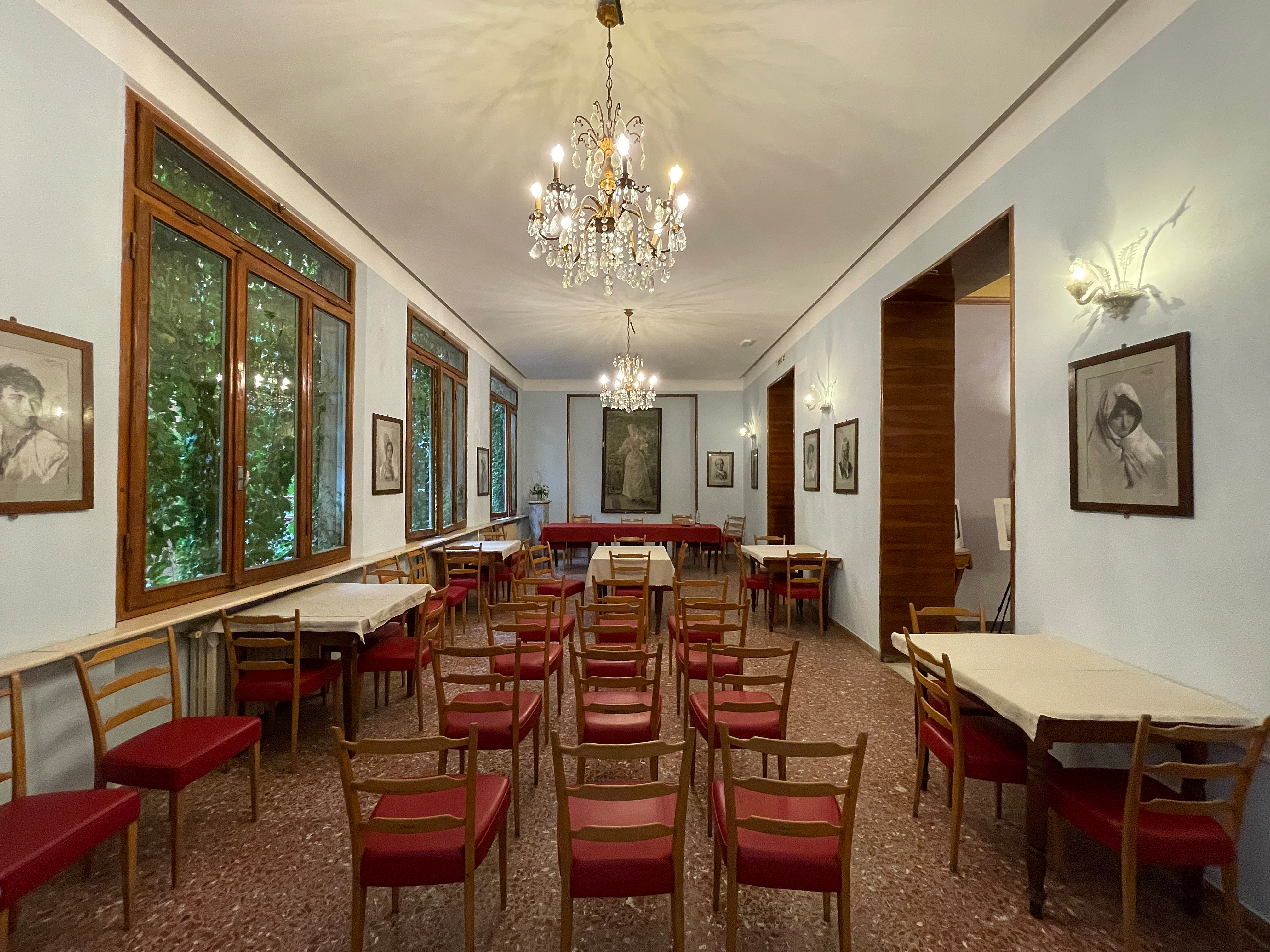
Interni (primo piano)

### L'interno
All'interno sono ancora conservati elementi appartenuti ad un ampio ventaglio di epoche: gli arredi realizzati dall'ebanisteria dell'albergo tra il 1837 ed il 1962; la pavimentazione originale in graniglia e marmo dei primi anni del secolo scorso, parzialmente reintegrata negli ultimi anni con nuove piastrelle sul modello delle preesistenti; gli infissi in legno, in alcuni casi montati su vetrate decorate; i soffitti affrescati e le decorazioni pittoriche presenti in molte camere; oggetti, strumenti e macchinari che testimoniano la quotidianità del tempo.
L'Hotel ospita anche opere di Edoardo Gelli, ritrattista, professore di pittura all'Accademia di Firenze, nonché bisnonno degli attuali proprietari. Nelle soffitte, oltre al suo baule da viaggio, ai primi anni novanta fu ritrovata la pelle di leone del Siam che compare nel ritratto di Mary Marchesini, cognata di Gelli, esposto al primo piano. La pelle fu spedita dal Siam per l'ambientazione del ritratto di Re Rama V eseguito a Firenze, durante il suo tour europeo. Dopo un accurato restauro, dal 2018 è esposta alla Certosa di Calci.

## Ospiti illustri
Nel corso degli anni, un gran numero di ospiti illustri sono scesi al Royal Victoria Hotel. Le numerose testimonianze sono conservate nei libri degli ospiti, raccolti in volumi rilegati. Tra le firme e le dediche si trovano personalità storiche, artisti, scienziati, membri dell'aristocrazia europea, famiglie reali, politici e personaggi dello spettacolo, di ogni epoca, fino ai giorni nostri. Tra loro: John Ruskin, Puccini, Zola, Pirandello, Dickens, Charles Lindbergh, Gabriele D'Annunzio, Karen Blixen, Guglielmo Marconi, Virginia Woolf, Francis Scott Fitzgerald, Pietro Mascagni, Rockefeller, Paolina Leopardi, Giulio Einaudi, Eleonora Duse, Elena di Serbia, Dario Fo, Umberto Eco.

## Media
L'hotel è stato scelto come set per i film:
- L'amore ritrovato (2004) di Carlo Mazzacurati con Stefano Accorsi e Maya Sansa.
- Puccini e la fanciulla (2008) di Paolo Benvenuti con Riccardo Moretti.
- L'amica geniale (2019) (7ª puntata). L'hotel è stato riadattato per apparire come il Collegio Timpano della Scuola Normale Superiore.[19]
- Orfeo – Claudio Monteverdi (2022) di Marcello Lippi.[20]